# Pusztaszentlászló

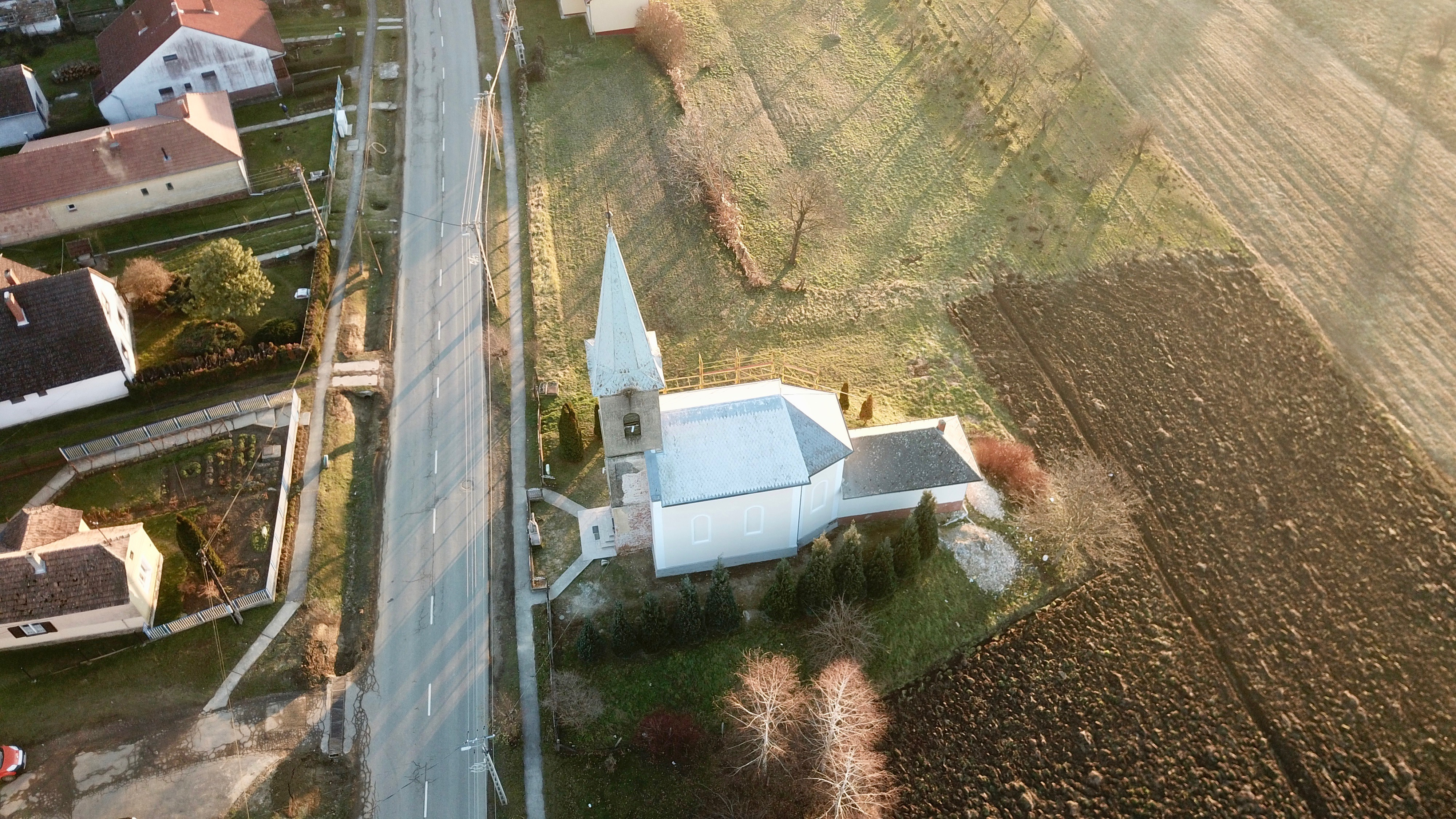
Katolikus templom

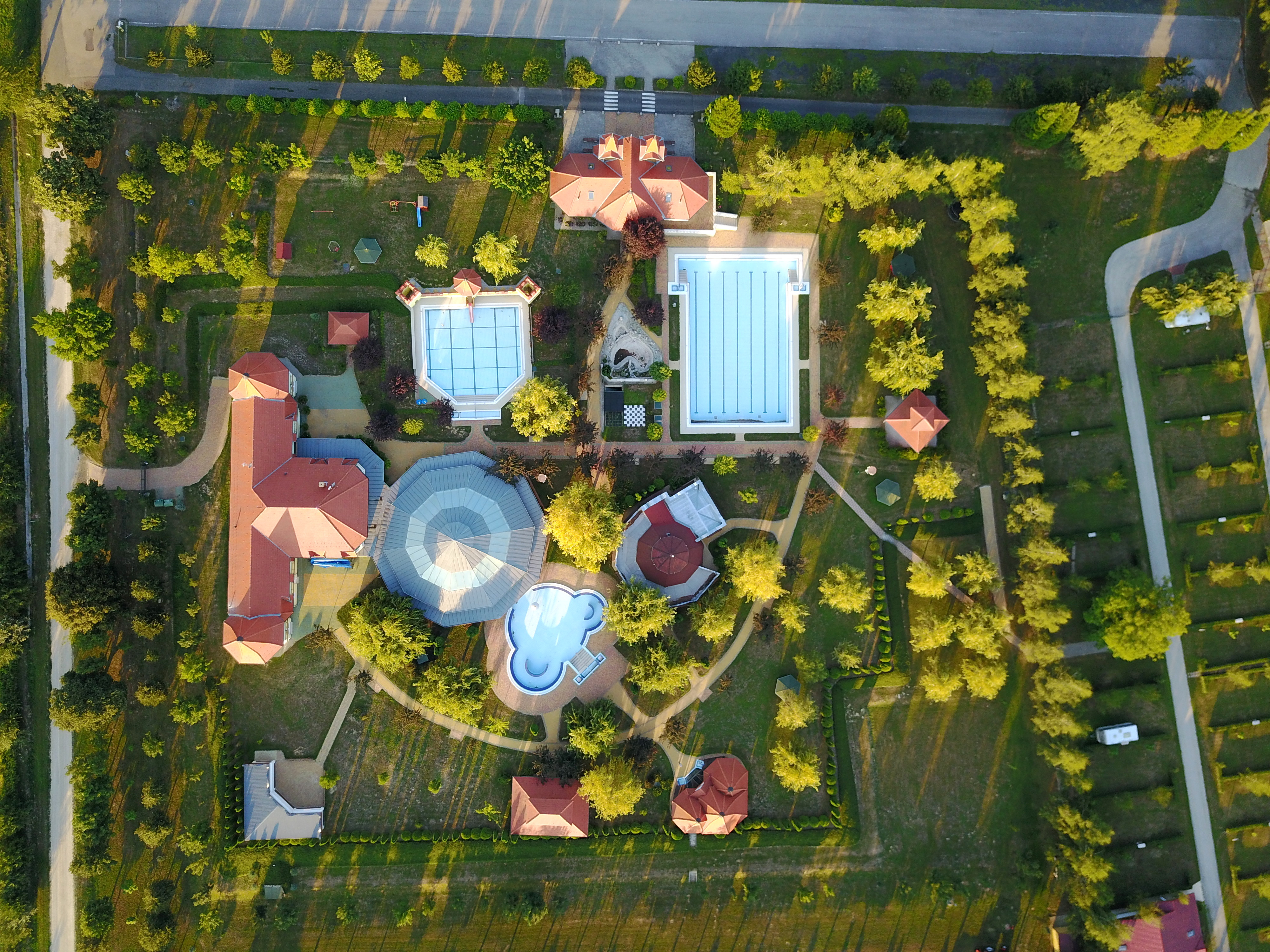
A termálfürdő légi felvételen

Pusztaszentlászló község Zala vármegyében, a Zalaegerszegi járásban, a Zalai-dombságban, az Egerszeg–Letenyei-dombság területén. A településen polgárőrség működik.

## Fekvése
Pusztaszentlászló Zalaegerszegtől 25 kilométerre délre, az Alsó-Válicka patak völgyében fekszik, a Becsehely-Bak közti 7536-os út mentén.
Különálló településrésze Válickapuszta, amely a határában induló patakok (Alsó- és Felső-Válicka) névadója; nevezetessége a Püspöky-kúria, a hozzá tartozó kis templommal és legyesbényi Püspöky Grácián 1848-49-es szabadsághős emlékhelyével.

## Története
A legenda szerint a kunok üldözte László király az egykor a falu jelenlegi temetője helyén állt kolostorból vezető alagúton keresztül szabadult meg üldözőitől. A kunok megtorlásként a kolostort lerombolták. Innen ered a névben a puszta előtag. A település a seregét összeszedő, a kunok felett győzedelmeskedő, később szentté avatott királyról kapta a Szentlászló nevet.
A falu első írásos említése egy 1270-es birtokadományról szóló oklevélben olvasható. V. István ekkor adományozta a hűtlenségben bűnösnek talált Arnold fia, Miklós birtokát Ponych zalai ispánnak. Régészeti ásatások bizonyítják, hogy a mai településtől északnyugatra már a kora Árpád-korban létezett egy határvédelmet ellátó település. Az Árpád-kori temető sírleletei a zalaegerszegi Göcseji Múzeum állandó kiállításán láthatók.
A terület 1356-ban már a Hahóti család tulajdonában volt. A 14. század végén, a 15. század elején a Barlahidai család birtoka volt, valamint részjószága volt ott Csániki Jánosnak. 1511-ből Szentlászlai László fiàról, Istvánról maradt fenn feljegyzés, akit a nádor iktatott be ottani birtokaiba. Az 1500-as évekből is maradtak fenn iratok birtokadományozásokról, rablásokról, pereskedésekről.
A török hódoltság korában, 1690-ben a kanizsai összeírás szerint a falunak két földesura is volt, Kery Ferenc, és a kanizsai Durath Iszpahya. Az 1760-as, 1770-es években Forintos Ádám uralta a vidéket, 1784-ben pedig már a Sümeghy család tagjai vannak tulajdonosként feltüntetve.
Az 1700-as évek végén a községben összeírt családok száma 37, zömmel magyar nemzetiségűek. Ez 215 főt jelentett, köztük sok volt a népes család. A községnek jövedelme nem volt, szőlőhegye csak saját szükségletre termett. A földesúrnak heti egy napi igás, vagy gyalogrobottal szolgáltak. Kilencedet nem fizettek semmilyen termény után, és egyházi tizedet sem adtak. Egerszeg mezőváros piacára jártak, búzát, rozsot termeltek, házi kertjeik, gyümölcsöseik voltak.
Az 1841-es összeírás alapján a faluban az ágostai hitvallásúak (evangélikusok) száma jóval magasabb volt, mint a katolikusoké. 1846-ban az ország minden részéről pénzadományok gyűltek az evangélikus imaház felépítésére.
Az 1800-as évekből származó nemesi összeírások szerint a Nagy és Oszterhueber nemesi családok tagjai voltak a földbirtokosok. 1848-ban a forradalomban a falu lakó közül többen is részt vettek. A szomszédos falvak parasztjai összefogtak földesuraik ellen. Megmozdulásukat a hatósági erő elfojtotta. A szabadságharc honvédeinek névtárában tíz pusztaszentlászlói hős is szerepel. Az 1848-as pusztaszentlászlói honvédek közül kiemelkedik Püspöky Grácián, aki Buda várának visszavételekor zászlóvivőként szerzett elévühetetlen érdemeket. Sírja a településhez tartozó Válicka-puszta temetőjében található.
A község akkori földbirtokosának, Tarányi-Oszterhuber Józsefnek volt felesége Deák Klára. A szabadságharc idején Deák Ferenc folyamatosan tájékoztatta sógorát a legfontosabb eseményekről és a hozzájuk fűzött véleményéről. Leveleiben sohasem feledkezett meg nővéréről. Eötvös Károly életrajzi műve szerint a haza bölcse 1855 és 1870 között a legtöbb nyarat – ha csak tehette – nővérénél Pusztaszentlászlón töltötte. Innen levelezett ismerőseivel és hivatalos ügyekben is. A levelezésen kívül, személyesen is itt találkozott több országos jelentőségű államférfival (Tisza Kálmán, Nyáry Pál, Kemény Zsigmond), itt készítették elő és szövegezték meg az 1867-es kiegyezés dokumentumát.
Az 1890-es évektől a képviselőtestületi jegyzőkönyvek nyújtanak falu életéről hiteles tájékoztatást.
1937-ben szükségessé vált egy római katolikus iskola megépítése is, mivel a falu evangélikus iskolája már nem volt képes az összes tankötelest befogadni.
Az első világháború a falu fejlődését különösebben nem érintette, az elesettek emlékét a hősi emlékmű őrzi. A világháború után, 1926-ban községünkben is leventeegyesület alakult.
Az 1930-as években a Gazdacímtár adatai alapján Pusztaszentlászló birtokosai Nagy Istvánné és gyermekei, a Pörneczy család, a község úrbéres közbirtokossága és Tarányi Ferenc.
A második világháborúban a községből sok hős áldozta életét, emléküket az utódok napjainkban is kegyelettel őrzik.
1941-ben bukkantak e területen kőolajra a MAORT (Magyar Amerikai Olajipari Részvénytársaság) kutatói. Az olajipari termelés beindulása és a szakemberek letelepedése jelentős gazdasági és szellemi fellendülést hozott, valamint munkalehetőséget biztosított a falu lakosai számára. Az olajipari fejlődés időszakában a labdarúgócsapat az NB III-ban szerepelt. A háború végén a kőolaj felbecsülhetetlen értéknek számított, ezért ragaszkodott e területhez a német hadsereg, és a „felszabadító” szovjet katonák is az olajkutak miatt hagytak őrséget a községben.
1947-ben megkezdődött a földosztás, melynek során 544 kataszteri hold földterület került kiosztásra. 1948-ban államosították a katolikus iskolát. A felújított iskolát 1954-ben avatták fel.
A felső tagozat 1971-től Söjtörre került, majd 1977-ben sor eljött a teljes körzetesítés. Az 1950-es években kezdett el működni a Haladás Mezőgazdasági Termelőszövetkezet.
Ezt követően a községben számos fejlesztés és újítás történt. Kertészet létesült, az 1960-as években több évig hévizes strandfürdő működött az olajtelep szomszédságában. A kertészet öntözővízzel történő ellátása érdekében megépült a 7,5 hektáros víztározó, amely mellett 1980-tól működik a község szabadidőközpontja.
1969 és 1990 között Pusztaszentlászló Söjtör társközsége volt. A rendszerváltással a falunak 1990-től önálló önkormányzata és polgármesteri hivatala lett. 1991-ben avatták fel az újonnan felépült óvodát és általános iskolát. 1997-ben elkészült a község címere. 2000. október 22-én átvették a Millenniumi zászlót és felavatták a község Millenniumi parkját. 2002-ben termálkutat nyitottak, 2003-ban megkezdték a termállétesítmények építését.

## Közélete

### Polgármesterei
- 1990–1994: Jandó László (független)[4]
- 1994–1998: Jandó László (független)[5]
- 1998–2002: Tóth András (független)[6]
- 2002–2006: Tóth András (független)[7]
- 2006–2008: Tóth András János (független)[8]
- 2008–2010: Varga János Tibor (független)[9]
- 2010–2014: Varga János Tibor (független)[10]
- 2014–2018: Varga János Tibor (független)[11]
- 2018–2019: Kaj István (független)[12][13]
- 2019–2024: Kaj István (független)[14]
- 2024– : Kaj István (független)[1]

A településen 2008. augusztus 24-én és 2018. október 28-án is időközi polgármester-választást kellett tartani. 2008 májusában a hivatalban lévő polgármesternek megszűnt e pozíciója a tisztségével összefüggő bűncselekmény miatt, (jogerősen elmarasztalta a bíróság egy becsületsértési ügyben), ezért volt szükség időközi választásra, 2018 őszén pedig azért, mert Varga polgármester az év júliusában elhunyt. A 2008-as időközin Tóth András jogosult maradt a posztjáért való újbóli indulásra, és élt is ezzel a lehetőséggel, de alulmaradt egyetlen kihívójával szemben.
2018. október 28-án újból időközi polgármester-választást kellett tartani a községben, ezúttal az előző polgármester halála okán. A posztért három jelölt indult, és az első két helyezett között aránylag szoros küzdelemben, négy szavazatnyi különbséggel dőlt el a mandátum sorsa.

## Népesség
A település népességének változása:
| Lakosok száma | 598  | 585  | 575  | 545  | 532  | 536  | 516  |
|               | 2013 | 2014 | 2015 | 2021 | 2022 | 2023 | 2024 |

A 2011-es népszámlálás idején a nemzetiségi megoszlás a következő volt: magyar 97,4%, német 1,4% cigány 1,2%. A lakosok 49,2%-a római katolikusnak, 22% evangélikusnak, 6,9% felekezeten kívülinek, 1,5% reformátusnak vallotta magát (20% nem nyilatkozott).
2022-ben a lakosság 89,7%-a vallotta magát magyarnak, 1,9% németnek, 0,9% cigánynak, 0,4% szerbnek, 0,2-0,2% horvátnak, lengyelnek, görögnek és szlovénnek, 1,5% egyéb, nem hazai nemzetiségűnek (9,6% nem nyilatkozott; a kettős identitások miatt a végösszeg nagyobb lehet 100%-nál). Vallásuk szerint 40,8% volt római katolikus, 16,5% evangélikus, 1,1% református, 0,6% egyéb keresztény, 1,3% egyéb katolikus, 8,1% felekezeten kívüli (31,6% nem válaszolt).

## Nevezetességei

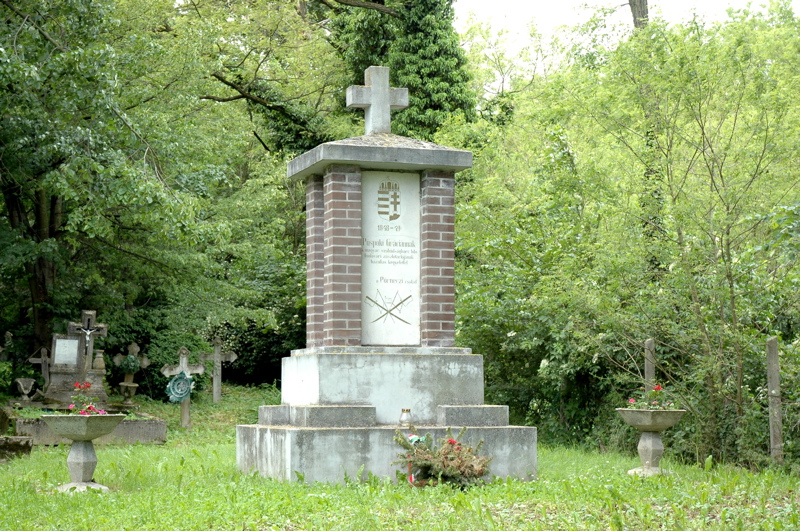
Püspöky Grácián síremléke

- Oszterhueber-kúria – Deák Ferenc sógora, Oszterhueber József (nővére, Deák Klára férje) pusztaszentlászlói birtokán töltötte a nyarakat 1855 és 1870 között. A jogász végzettségű Oszterhueber József 1821. december 13-án vette feleségül Deák Klárát. 1833-ban építtette fel pusztaszentlászlói kúriáját. Deák segített a berendezésében, több bútort vásárolt, 1843-ban cserépkályhát építtetett a kúriába. Deák 1954-ben eladta kehidai birtokát, és élete utolsó 15 évére Pestre költözött, az Angol Királynő Szálló két, emeleti szobájába. Ettől kezdve a nyarakat, egészen annak haláláig sógoránál töltötte. Kedvelt pihenőhelye a kúria udvarán lévő négy hatalmas vadgesztenyefa volt, az alatti padon szokott pihenni. A kúria egyik részében ma vegyesbolt, másik részében italbolt működik. Az egykori kúria délnyugati sarkában, ahol annak idején Deák szobája volt, 2003-ban születésének 200. évfordulóján emlékszobát alakítottak ki, amelyben ki van állítva Deák Ferenc kedvelt kerti padjának rekonstrukciója is. Az egykori kúria falán az eredeti emléktábla 1993-ban készített rekonstruált másolata van elhelyezve. Deák Klára 1859. december 26-án halt meg. Oszterhueber (1868-tól Tarányi) József 1869. január 10-én hunyt el.[22]
- Püspöky Grácián 1848-as honvéd sírja – aki 1848. május 21-én, amikor Görgei Artúr seregei bevették a Budai várat, a várfalra az első nemzeti lobogót a 47. zászlóaljban harcolva kitűzte.

## Turizmusa

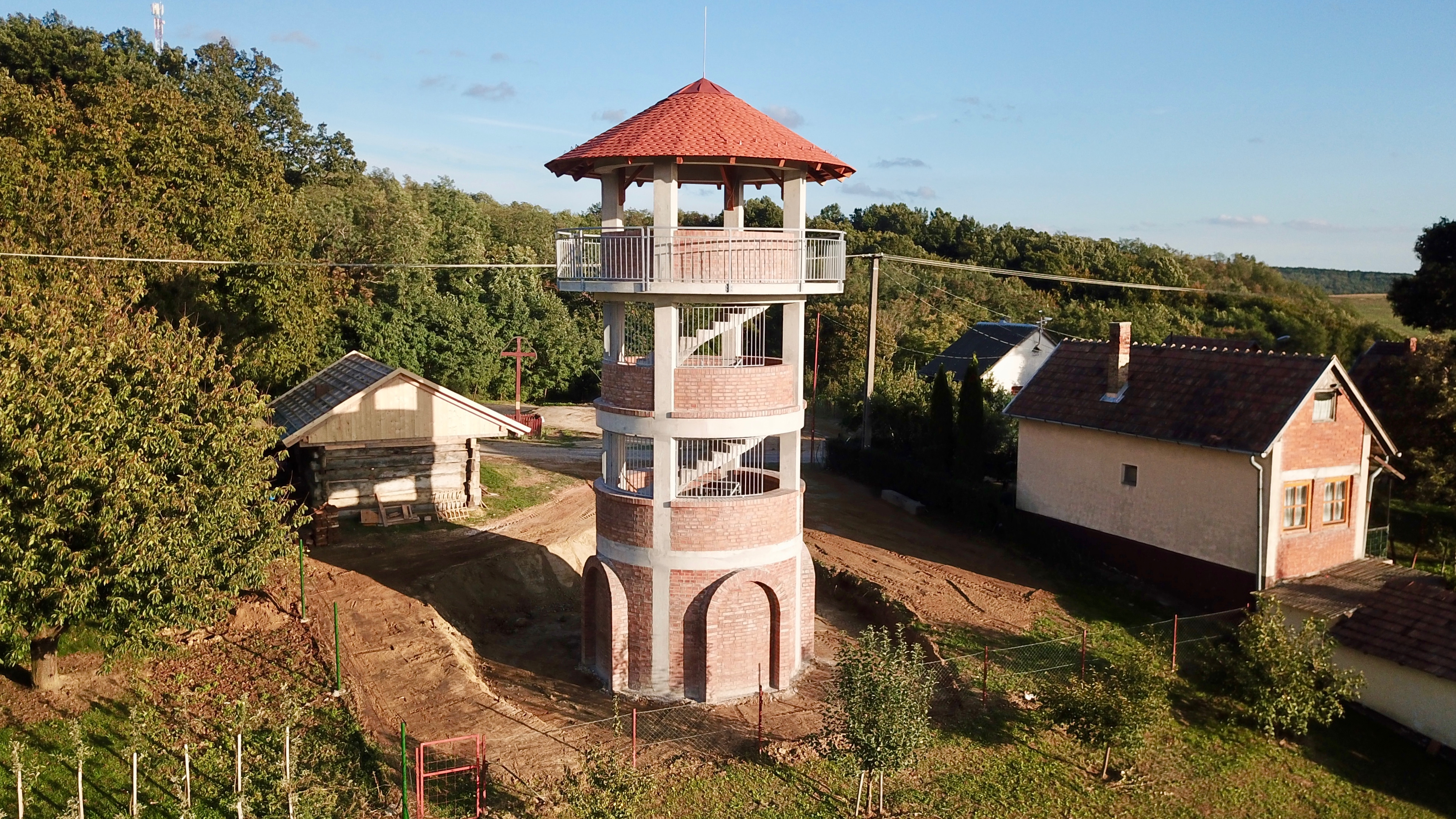
A szőlőhegyen álló kilátó

Pusztaszentlászló idegenforgalmi fejlesztési koncepcióját 2017-ben dolgozták ki, egyes elemei már megvalósultak, illetve napjainkban is dolgoznak a megvalósításukon. A horgásztón lévő öreg hidat elbontották, a cölöpökön állót fahíd helyett fém tartószerkezetű, a vizes környezetnek, és az időjárás viszontagságainak ellenálló úszóhidat építettek. A szőlőhegyen megépült a kilátó, amelyet Tamás Gábor zalaegerszegi építész tervezett. A betonból, téglából és acél korlátokból épült kilátó három kilátóterasszal rendelkezik. A kilátó mellett egy boronapince is épült.
A négy évig zárva tartó termálfürdő újranyitását kiemelt célnak tűzték ki, mert ez az utolsó évében, 2015-ben, több mint tizenötezer vendéget vonzott a faluba. A pusztaszentlászlói termálstrand 2020-ban újra megnyitott a látogatók előtt. A létesítmény 1000 négyzetméter vízfelülettel várta a fürdőzőket, valamint 250 férőhelyes kemping is üzemelt a területén, ahol 60 lakókocsi beálló várta a természetbarát látogatókat. A termálstrand 4 medencével (fedett termál, kiúszóval a kültéri medencébe, hideg vizes úszómedence, gyermekmedence), 3 darab kisebb, töltő-ürítő rendszerű medencével, szaunákkal rendelkezik. A termálstrand 2022 november 6-án bezárt, a 2023-as szezonra nem nyitott ki újra. Jelenleg zárva tart.
A fürdő mellett található horgásztónál napijegyes horgászati lehetőség is van.

## Ismert emberek
Itt született:
- Szilvás Rudolf (1920–2007) főorvos, nyugalmazott kórházigazgató, megyei főorvos, Zala megye díszpolgára[26]